# Kalmaküla
Koordinaten: 58° 54′ N, 26° 59′ O

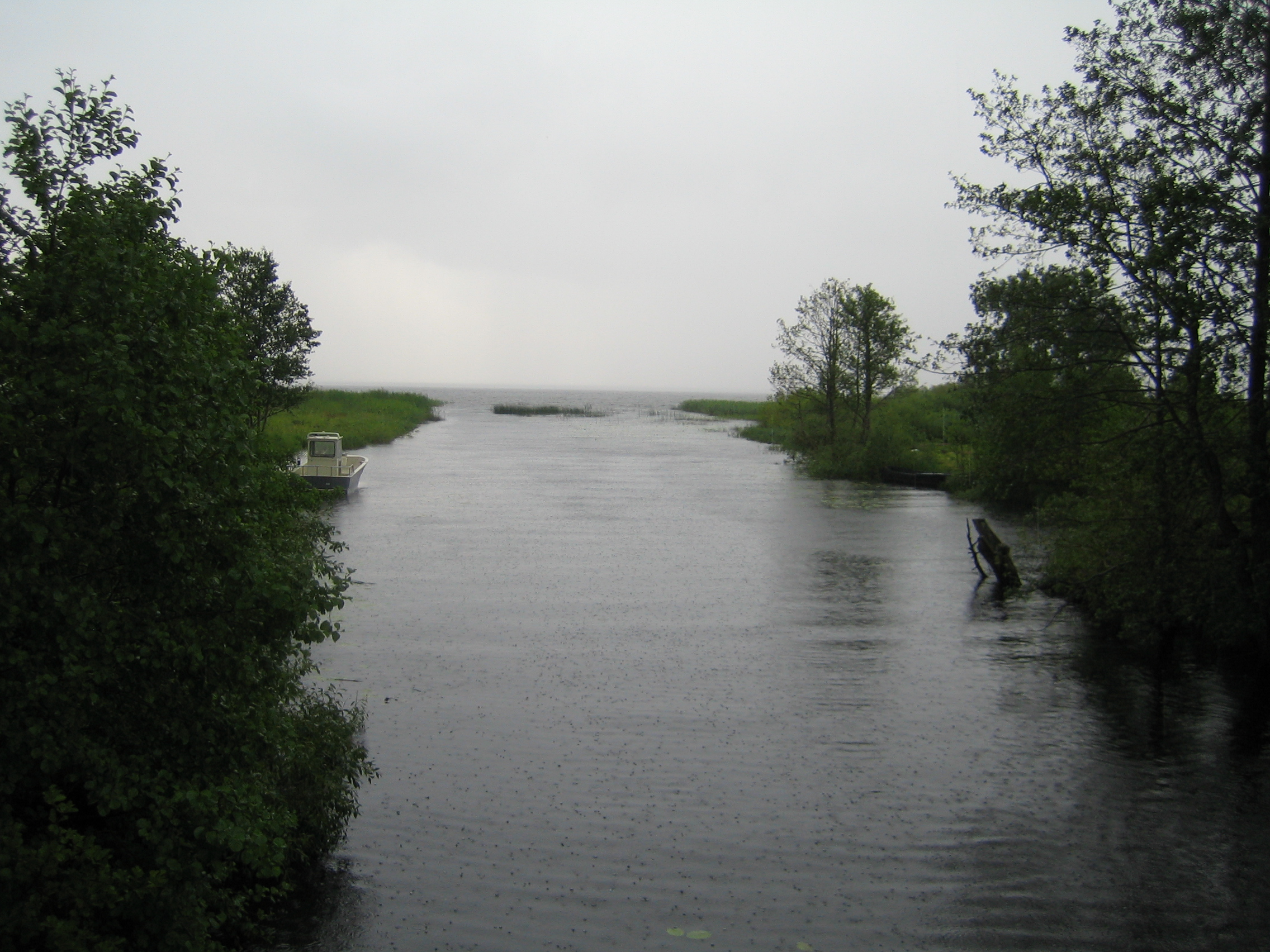
Mündung des Flusses Piilsi in den Peipussee

Kalmaküla ist ein Dorf (estnisch küla) in der Landgemeinde Lohusuu (Lohusuu vald).
Es liegt im Kreis Ida-Viru (Ost-Wierland) im Nordosten von Estland und hatte 58 Einwohner im Dezember 2011. In Kalmaküla mündet der 24 Kilometer lange Fluss Piilsi (Piilsi jõgi) in den Peipussee (Peipsi järv).